# Cladocora debilis
Cladocora debilis är en korallart som beskrevs av Milne Edwards och Jules Haime 1849. Cladocora debilis ingår i släktet Cladocora och familjen Caryophylliidae. Inga underarter finns listade i Catalogue of Life.